# Carl Friedrich Buderus von Carlshausen
Carl Friedrich Buderus, ab 1806 Buderus von Carlshausen, (* 22. Februar 1759 in Büdingen; † 5. August 1819 in Hanau) war Finanzbeamter des Landgrafen Wilhelm IX. von Hessen-Kassel, des späteren Kurfürsten Wilhelm I. von Hessen-Kassel.

## Leben
Buderus stammte aus kleinen Verhältnissen. Sein Vater, ein Cousin von Johann Wilhelm Buderus II, Friedrich Ludwig Buderus, war Schreib- und Musiklehrer der Kinder von Landgraf Wilhelm und dessen Konkubine Rosa Dorothea Ritter, der späteren Freifrau von Lindenthal. Dieser lenkte die Aufmerksamkeit des Landgrafen auf seinen Sohn Carl Friedrich, der den 17-jährigen zunächst als Schreib- und Musiklehrer seiner Kinder anstellte. Buderus verschaffte sich durch Notenschreiben einen kleinen Nebenverdienst. Der Prinz berief Buderus bald zum Finanzbuchhalter an seinen Hof in Hanau. Sein Sinn für Wirtschaftlichkeit und Sparsamkeit verhalfen Carl Friedrich Buderus zu einer raschen Karriere.
Nachdem er bereits Obereinnehmer der Landkasse in Hanau geworden war, wurde er 1792 als Kriegszahlmeister nach Kassel versetzt. 1795 stieg Carl Friedrich Buderus zum Geheimen Kriegsrat und 1802 dann zum Kriegszahlamtsdirektor auf. Als Kassel 1806 von französischen Truppen besetzt wurde und der inzwischen zum Kurfürsten aufgestiegene Wilhelm sich fluchtartig ins Exil begeben musste, gelang es Buderus unter großen Schwierigkeiten 27 Millionen Gulden des rund 47 Millionen Gulden umfassenden Geldvermögens des Kurfürsten vor dem französischen Zugriff zu retten. Möglich machten dies geheime Abmachungen mit dem für die Enteignung zuständigen General Lagrange. Damit war Buderus endgültig zum wichtigsten Finanzberater des Kurfürsten geworden. Die Verleihung des Adelstitel „von Carlshausen“ 1806 unterstrich diese neue Stellung. Dieser Namenszusatz bezog sich auf das 1804 von Buderus erworbene Rittergut Carlshausen in der Gemeinde Altenhaßlau (Heute Ortsteil der Gemeinde Linsengericht).
Der neu gekürte Carl Friedrich Buderus von Carlshausen nutzte seine Vertrauensstellung, um zu Gunsten des Bankhauses Rothschild die bisherigen Bankiers des Kurfürsten, Gebrüder Bethmann (gegründet 1748) und Rüppell & Harnier (gegründet 1798), allmählich aus dem Geschäft zu drängen. Zu dem Inhaber, Mayer Amschel Rothschild, hatte Buderus bereits in seiner Zeit in Hanau einen engen Kontakt aufgebaut und ließ von diesem auch sein eigenes, zunehmend großes Vermögen verwalten. Rothschild und Buderus verband der Aufstieg aus bescheidenen sozialen Verhältnissen. Ab 1807 wickelte der Kurfürst unter Buderus Einfluss seine umfangreichen Finanztransaktionen ausschließlich über das Bankhaus Rothschild ab. Als Dank für seine Bemühungen wurde Buderus 1809 als stiller Teilhaber mit einer Einlage von 20.000 Gulden an dem Bankhaus Rothschild beteiligt. Bis zur Vertreibung der Französischen Armee aus dem Kurfürstentum 1813 nutzte Buderus im Auftrag des Kurfürsten die Dienste des Bankhauses Rothschild, um diskret in ganz Europa weiter Finanztransaktionen tätigen zu können.
In den Jahren 1810 bis 1813 war Carl Friedrich Buderus Mitglied der Ständeversammlung des Großherzogtums Frankfurt für Hanau. Nach der endgültigen Niederlage Frankreichs 1815 vertrat Buderus als Bevollmächtigter des Kurfürsten auf dem Wiener Kongress dessen Ansprüche auf Entschädigung für die erlittenen Kriegsschäden. Anschließend diente er Wilhelm als Gesandter von 1816 bis 1817 in der Bundesversammlung des Deutschen Bundes. Carl Friedrich Buderus von Carlshausen erlag 1819 während der Arbeit am Schreibtisch einem Herzinfarkt. Dies beendete aber nicht die von Buderus begründeten engen Geschäftsbeziehungen zwischen dem Kurfürsten Wilhelm I. und dem Haus Rothschild.
Buderus von Carlshausen war Ritter des Hausordens vom Goldenen Löwen und Ritter I. Klasse des Großherzoglich Hessischen Verdienstordens.

## Familie
Der älteste bekannte Ahne war ein Andreas Buderus zu Soldin in der Neumark. Vertrieben vom Großen Kurfürsten siedelte er nach Dornholzhausen. Dessen Enkel Johann Wilhelm, der wie sein Bruder Johann Philipp in Nassau geboren wurde, war zunächst Hüttendirektor und dann Pächter der Friedrichshütte bei Laubach. Er war der Stammvater der Buderusschen Hüttenbesitzerfamilie. Sein Bruder Philipp war Verwalter auf dem damals „unterer Hammer“ genannten Hammer in Hessenbrück. 1733 wurde dort Friedrich Ludwig Buderus, der Vater Carl Friedrichs, geboren. Ludwig heiratete am 6. April 1758 in Büdingen Catharina Elisabeth Reichert, Tochter des in der Büdinger Altstadt ansässigen Schuhmachers Caspar Reichert (1707–1776) und der Amoena Elisabeth, geborene Mertz (* vermutlich 1711).
Carl Friedrich Buterus [sic!] wurde am 22. Februar 1759 in Büdingen geboren. Den ersten Unterricht erhielt er von seinem Vater, der nach Hanau umgesiedelt war, um dort zunächst eine weitere Bedientenstelle anzunehmen, dann aber als „evangelisch lutherischer Präzeptor“ tätig zu sein.
Im Jahr 1808 heiratete Buderus Tochter Luise den kurhessischen Generalleutnant Carl von Haynau (1779–1856). Er war ein natürlicher Sohn des Kurfürsten Wilhelm I. und dessen zweiten Maitresse, Rosa Dorothea Ritter. Dieser Ehe entstammten zwei Kinder:
- Emilie (1809–1836) ⚭ Friedrich von Bardeleben
- Gustav (1811–1837), kurhessischer Leutnant ⚭ Hedwig Freiin von Hanstein-Unterstein (1814–1877).

Die direkten Nachfahren und Namensträger von Carl Friedrich Buderus von Carlshausen leben seit über einem Jahrhundert in Australien.